# Musée des techniques anciennes
Le Musée des techniques anciennes, en abrégé MOT (pour Museum voor de Oudere Technieken), est situé à Grimbergen (Belgique). Le musée abrite une vaste collection d’outils, de manuels techniques et de catalogues commerciaux. 
Le MOT étudie l’histoire des techniques, plus précisément celle des énergies naturelles. Son champ se limite à ce qui est actionné par les muscles, l’eau et le vent. 

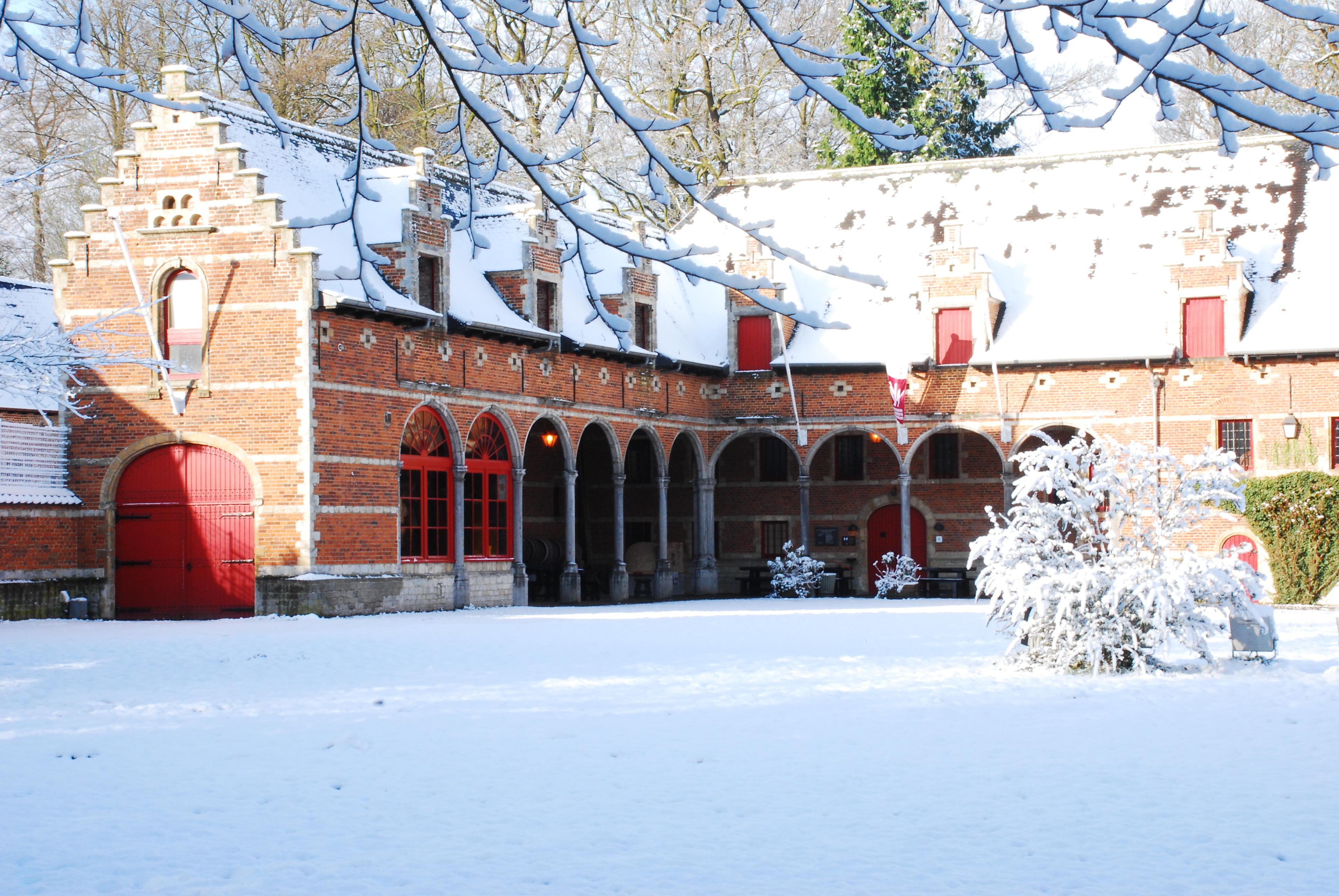
Musée des techniques anciennes.

## Histoire
Le MOT a été fondé en 1982 par Johan David, son conservateur. La commune de Grimbergen a mis une série de bâtiments à sa disposition. En 1999, le MOT a reçu de la Communauté flamande le label de Musée reconnu.

## Bâtiments
Le bâtiment principal du MOT est le Guldendal, situé à proximité des ruines du Prinsenkasteel. Il abrite l’administration et le personnel ainsi que la bibliothèque, le service éducatif et la salle de réunion. 
Le MOT occupe aussi le Liermolen et le Tommenmolen, deux moulins à eau situés sur le Maalbeek. Le premier, encore en ordre de marche, est utilisé pour des démonstrations.

## Mission
Le MOT souhaite contribuer à la compréhension du passé et du présent de l’homme, chez nous et ailleurs, en donnant une image réaliste de l’évolution des techniques et de l’impact de celles-ci sur la vie quotidienne et l’environnement. 